# Sandra (Sängerin)

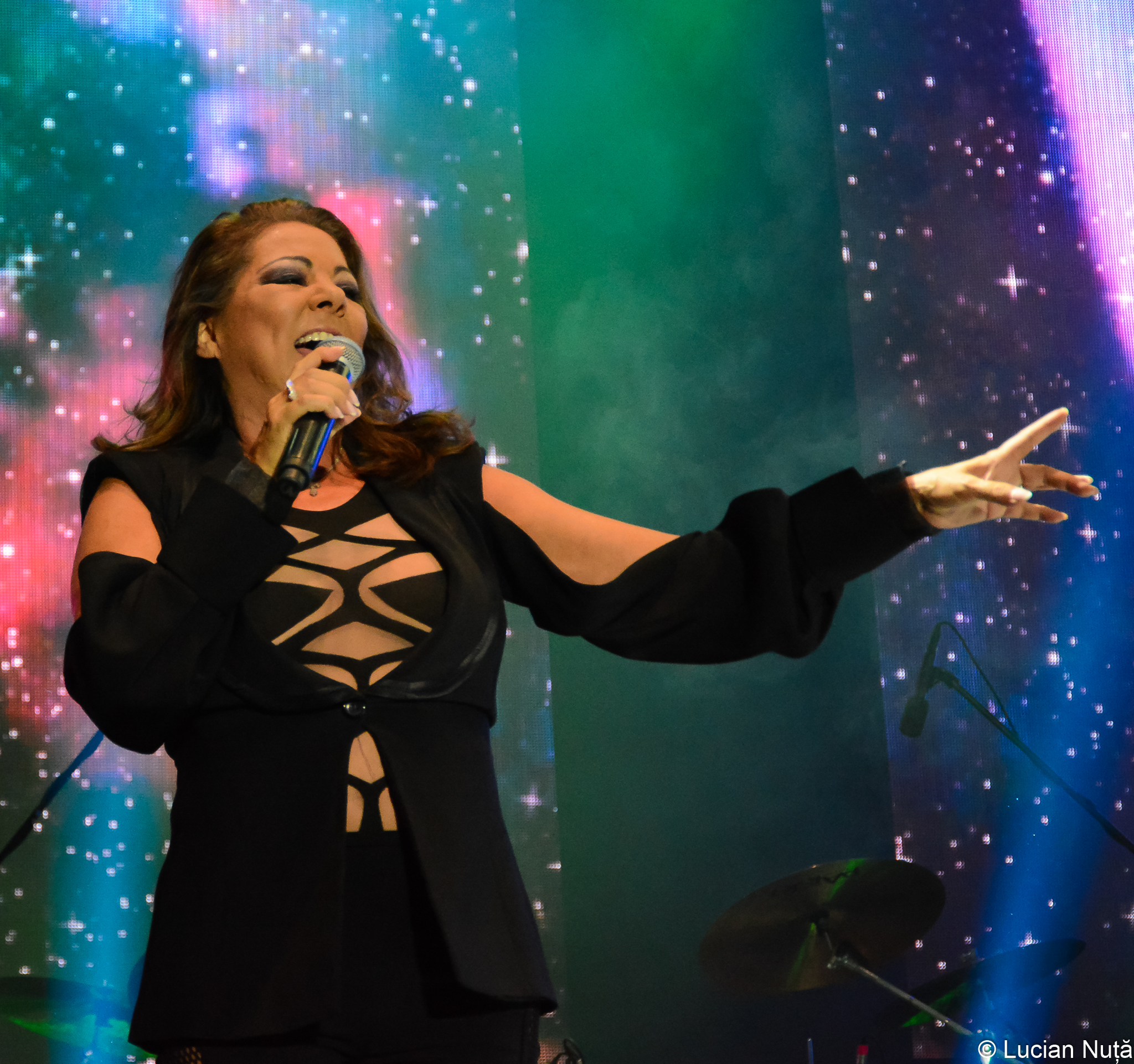
Sandra (2017)

Sandra (* 18. Mai 1962 als Sandra Ann Lauer in Saarbrücken; später Sandra Cretu und Sandra Menges) ist eine deutsch-französische Popsängerin. Sie verkaufte zwischen 1985 und 1992 über 30 Millionen Platten.

## Leben

### 1974–1984: Anfangsphase
Sandra Ann Lauer, Tochter von Robert Lauer (1936–2021) und Karin Lauer (1939–2020), wurde 1974 von Musikproduzent George Roman entdeckt, der mit ihr 1976 die Single Andy, mein Freund aufnahm und veröffentlichte. Bereits mit elf Jahren hatte sie 1973 an einem Talentwettbewerb teilgenommen. Der Erfolg blieb jedoch zunächst aus und Sandra stieg im August 1978 beim Mädchen-Trio Arabesque als Leadsängerin ein.
Während Arabesque in Europa nur Achtungserfolge erzielte, erreichten sie in Japan große Popularität. Das Trio veröffentlichte in Japan 13 Alben und 30 Singles. Während dieser Zeit lernte Sandra den damaligen Tour-Keyboarder und späteren Komponisten und Produzenten Michael Cretu kennen. Sie wurden zunächst geschäftlich und ab 1984 auch privat ein Paar.

### 1985–1992: Erfolge als Solokünstlerin
Nach dem Ausstieg bei Arabesque nahm Sandra 1984 ihre zweite Solosingle auf: Japan ist weit, eine deutsche Version des Alphaville-Hits Big in Japan; produziert von Michael Cretu.
Doch erst im Sommer 1985 gelang ihr mit dem Titel (I’ll Never Be) Maria Magdalena ein Hit. Diese Single, für die Hubert Kah den Refrain schrieb und den Backgroundgesang beisteuerte, wurde ein internationaler Erfolg. Bei Liveauftritten und in Videos trat Kah nicht in Erscheinung, stattdessen boten die Bandmitglieder (Steve Hall alias Peter Ries am Bass sowie Frank Peterson an den Keyboards, Wolfgang Filz am Schlagzeug) die Titel zum Playback dar. Das Lied erreichte in Deutschland und 20 weiteren Ländern Platz eins und kam in fünf weiteren Ländern in die Top Ten. Sandra war damit weltweit erfolgreich, in Schweden stellte die Single einen Verkaufsrekord auf.
Der wie das zugehörige Album The Long Play im Herbst 1985 erschienene Nachfolgetitel In the Heat of the Night belegte beim Tokyo Song Contest 1986 den zweiten Platz und setzte auch den kommerziellen Erfolg in Europa, Asien und Südamerika fort. Meist geschrieben und produziert vom Gespann Michael Cretu/Hubert Kah, entwickelte sich Sandra zu einer der erfolgreichsten Sängerinnen der 1980er Jahre und landete allein in Deutschland acht Top-Ten-Hits. Im Sommer 1986 folgte die zweite Langspielplatte Mirrors, aus der die Titel Innocent Love, Hi! Hi! Hi!, Loreen und Midnight Man als Singles veröffentlicht wurden.
Mit Ten on One (The Singles) kam im Herbst 1987 Sandras erstes Best-of-Album auf den Markt. Mit der Anfang 1988 ausgekoppelten Single Stop for a Minute hatte sie einen Cameo-Auftritt in dem saarländischen Tatort Salü Palu, in dem sie sich selbst darstellte. Im Oktober 1988 erschien mit Into a Secret Land ein weiteres Album. Die Singles Secret Land und We’ll Be Together erreichten die Top Ten der deutschen Charts.
Ebenfalls 1988 erhielt sie zusammen mit Kim Wilde eine Auszeichnung für die meisten in Europa von Frauen verkauften Platten. Auch bei den Lesern des größten deutschen Jugendmagazins Bravo war Sandra beliebt und erhielt bei den jährlichen Leserwahlen zwischen 1985 und 1993 insgesamt neun Bravo Ottos, darunter fünfmal in Folge Gold (1988 bis 1992). Ihre 1989 erschienene Single Hiroshima ist ein Cover eines gleichnamigen Liedes der Band Wishful Thinking aus dem Jahre 1969. Kurz darauf folgte das Album Paintings in Yellow. Ab 1990 war sie auch als Sängerin an Cretus Projekt Enigma beteiligt. Close to Seven wurde Anfang 1992 ein Top-Ten-Album in Deutschland. Zum Weihnachtsgeschäft des Jahres stand mit 18 Greatest Hits die zweite Kompilation in den Plattenläden.

### 1993–2002: Nachlassender Erfolg und Comeback-Versuch
Nach 1992 gelang es ihr nicht mehr, an die früheren Erfolge anzuknüpfen. Insbesondere das sechste Studioalbum Fading Shades von 1995 blieb hinter den gewohnten Verkaufszahlen zurück. Mit ihrer dritten Hitzusammenstellung My Favourites von Mitte 1999, das mit teilweise neu abgemischten Versionen ihrer Hits aufwartete, gelang ihr eine Top-20-Chartplatzierung.
Im Oktober 2001 erschien mit Forever die erste neue Single seit 1995. Während Forever sich noch in den Top 50 der deutschen Single-Charts platzieren konnte, blieben die Nachfolger Such a Shame (ein Cover von Talk Talk) und I Close My Eyes ohne nennenswerten Erfolg. Im Frühjahr 2002 erreichte Sandra mit dem dazugehörigen siebten Studioalbum The Wheel of Time, das erstmals nach sieben Jahren neues Material enthielt, in Deutschland für eine Woche die Top-Ten (Platz acht).

### Seit 2004: Rückkehr auf die Bühne und mit neuen Platten

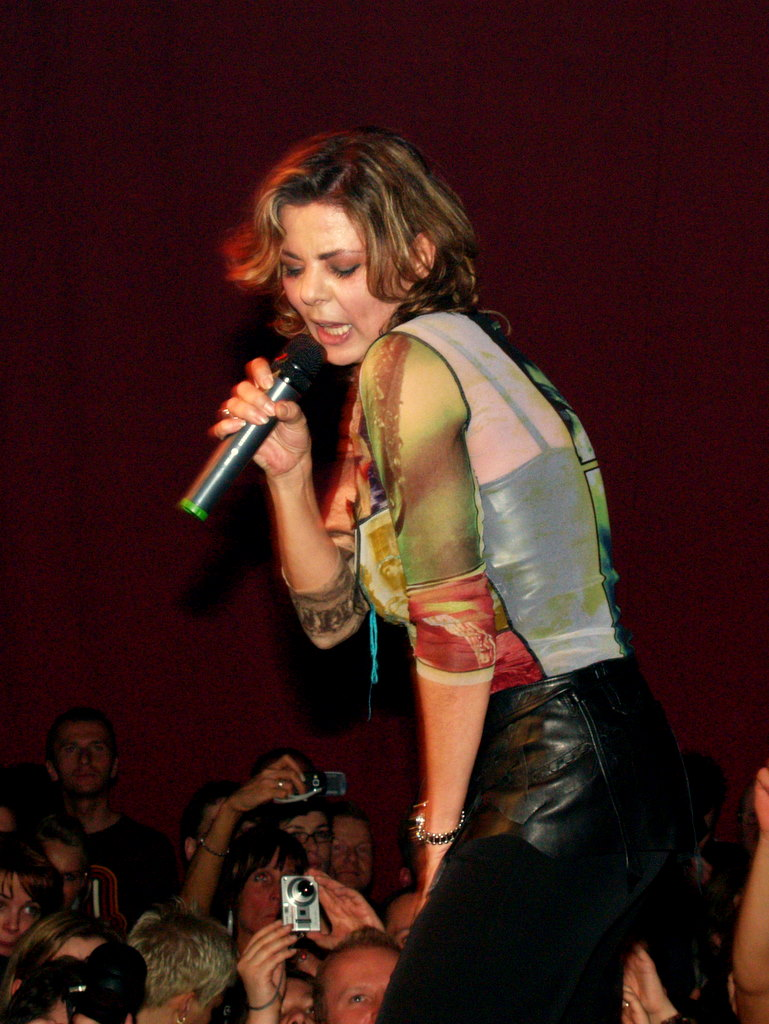
Sandra (2007)

Nach mehreren Jahren Bühnenabstinenz gab Sandra im Oktober 2004 im Rahmen einer 1980er-Revival-Veranstaltung ein Konzert in Dresden. 2006 hatte sie erneut mehrere Auftritte, neben Deutschland vermehrt in osteuropäischen Ländern, wo die Musik der 1980er-Jahre immer noch sehr erfolgreich ist. In den deutschen Charts platzierte sich Anfang 2006 das Duett mit DJ BoBo Secrets of Love, das sich fünf Wochen in den deutschen Top 20 hielt und bis auf Rang 13 kletterte.
Zur Promotion von neuem Material, das später erscheinen sollte, veröffentlichte man im September 2006 Reflections, ein Album mit Neumischungen der größten Hits. Ein weiteres neues Album, The Art of Love (produziert von Jens Gad), erschien im Februar 2007 und wurde ein weiterer Top-20-Charterfolg. Nach The Way I Am erschien als zweite Singleauskopplung aus The Art of Love der Song What Is It About Me, der als erster Song seit Won’t Run Away (1995) keine Notierung in den deutschen Single-Charts erzielen konnte. Die geplante Auskopplung des von Sinéad O’Connor geschriebenen Liedes Put Your Arms Around Me wurde verworfen.
2008 arbeitete Sandra neben weiteren Auftritten in Deutschland und Osteuropa an neuem Material, das im März 2009 auf ihrem Album Back to Life veröffentlicht wurde. Als Singles aus dem Album erschienen In a Heartbeat und The Night Is Still Young, ein Duett mit Thomas Anders, das Platz 46 erreichte. Ende 2009 erschien mit The Platinum Collection eine drei CDs umfassende Sammlung von allen bis dato veröffentlichten Singles und Promo-Singles sowie einigen unveröffentlichten Albumtracks und Remixes ihrer größten Hits.
Im April 2012 erschien aus der erfolgreichen So80s-Remix-Reihe (so eighties) von Blank & Jones eine Doppel-CD mit den Maxi-Versionen aller von Sandra in den 1980ern veröffentlichter Singles sowie B-Seiten und Remixes. Im Mai 2012 erschien eine neue, von Blank & Jones produzierte und von Jens Gad geschriebene Single mit dem Titel Maybe Tonight. Auf der So80s-Kompilation erschien der Song jedoch nicht, sondern erst auf dem im Oktober 2012 erschienenen Album Stay in Touch, das wiederum komplett von Blank & Jones produziert worden war. Auch die Texte wurden durchgehend von Gad geschrieben. Neben Sandra als Leadsängerin hörte man zum ersten Mal seit den 1980ern auch wieder Hubert Kah als ihren männlichen Gegenpart. Für die Auskopplung Infinite Kiss, die im November 2012 veröffentlicht wurde, produzierte Sandra zum ersten Mal seit Secrets of Love ein offizielles Video. Stay in Touch erreichte Platz 20 in den deutschen Albumcharts und Platzierungen in den Hitlisten der Schweiz, Frankreich, Polen, Belgien und der Tschechischen Republik.
Im Juni 2016 veröffentlichte Sandra das Album The Very Best of Sandra. Dafür rief die Sängerin im April 2016 ihre Fans auf, per Online-Voting ihre Lieblingslieder zu wählen, um auf diese Weise die Trackliste zu bestimmen. Neben den 30 größten Hits und zwei neuen Remixes von In the Heat of the Night und Secrets of Love enthält das Album auch die deutschsprachigen Songs Japan ist weit und Sekunden. Die Kompilation stieg auf Platz 50 in die deutschen Albumcharts ein. Sandras Management wurde 2016 von Alexei Perschukewitsch übernommen.

## Privates
Am 7. Januar 1988 heiratete Sandra ihren Produzenten Michael Cretu. Nach der Veröffentlichung des Albums Fading Shades im Sommer 1995 zog sich Sandra ins Privatleben zurück und brachte am 6. Juli 1995 die Zwillinge Nikita und Sebastian zur Welt. Im Oktober 2007 gab das Paar seine Trennung bekannt.
Sandra heiratete im Frühjahr 2010 Olaf Menges, den sie Ende 2007 auf Ibiza kennengelernt hatte. 2014 kam es zur Trennung. Sandra lebt auf Ibiza und in München.
In einem Interview bei Markus Lanz 2012 bestätigte Sandra ihre französische Staatsbürgerschaft. Ihr Vater war Franzose und nach damals geltendem Recht bekamen Kinder automatisch die Staatsbürgerschaft des Vaters.
Im Oktober 2017 bekam sie die Diagnose Brustkrebs, von dem sie 2022 genesen ist.

## Diskografie
Studioalben

| Jahr | Titel Musiklabel                   | Höchstplatzierung, Gesamtwochen/‑monate, AuszeichnungChartplatzierungen (Jahr, Titel, Musiklabel, Platzierungen, Wochen/Monate, Auszeichnungen, Anmerkungen) | Höchstplatzierung, Gesamtwochen/‑monate, AuszeichnungChartplatzierungen (Jahr, Titel, Musiklabel, Platzierungen, Wochen/Monate, Auszeichnungen, Anmerkungen) | Höchstplatzierung, Gesamtwochen/‑monate, AuszeichnungChartplatzierungen (Jahr, Titel, Musiklabel, Platzierungen, Wochen/Monate, Auszeichnungen, Anmerkungen) | Höchstplatzierung, Gesamtwochen/‑monate, AuszeichnungChartplatzierungen (Jahr, Titel, Musiklabel, Platzierungen, Wochen/Monate, Auszeichnungen, Anmerkungen) | Höchstplatzierung, Gesamtwochen/‑monate, AuszeichnungChartplatzierungen (Jahr, Titel, Musiklabel, Platzierungen, Wochen/Monate, Auszeichnungen, Anmerkungen) | Anmerkungen                                                 |
| Jahr | Titel Musiklabel                   | DE | AT | CH | UK | FR | Anmerkungen                                                 |
| ---- | ---------------------------------- | --- | --- | --- | --- | --- | ----------------------------------------------------------- |
| 1985 | The Long Play Virgin Records       | DE12 Gold · (20 Wo.)DE | AT18 (3 Mt.)AT | CH4 Platin · (13 Wo.)CH | — | FR— GoldFR | Erstveröffentlichung: 11. November 1985 Verkäufe: + 679.176 |
| 1986 | Mirrors Virgin Records             | DE16 (14 Wo.)DE | — | CH13 Gold · (12 Wo.)CH | — | FR— GoldFR | Erstveröffentlichung: 13. Oktober 1986 Verkäufe: + 135.000  |
| 1988 | Into a Secret Land Virgin Records  | DE14 Gold · (34 Wo.)DE | AT13 Gold · (3½ Mt.)AT | CH9 Platin · (11 Wo.)CH | — | FR14 Platin · (36 Wo.)FR | Erstveröffentlichung: 24. Oktober 1988 Verkäufe: + 725.000  |
| 1990 | Paintings in Yellow Virgin Records | DE4 Gold · (22 Wo.)DE | AT14 (11 Wo.)AT | CH8 Platin · (12 Wo.)CH | — | FR13 Gold · (26 Wo.)FR | Erstveröffentlichung: 26. März 1990 Verkäufe: + 400.000     |
| 1992 | Close to Seven Virgin Records      | DE7 (14 Wo.)DE | AT26 (5 Wo.)AT | CH13 (7 Wo.)CH | — | FR18 (8 Wo.)FR | Erstveröffentlichung: 17. Februar 1992                      |
| 1995 | Fading Shades Virgin Records       | DE42 (9 Wo.)DE | — | CH37 (2 Wo.)CH | — | — | Erstveröffentlichung: 12. Juni 1995                         |
| 2002 | The Wheel of Time Virgin Records   | DE8 (8 Wo.)DE | AT63 (1 Wo.)AT | CH68 (3 Wo.)CH | — | — | Erstveröffentlichung: 17. Mai 2002                          |
| 2007 | The Art of Love Electrola          | DE16 (3 Wo.)DE | — | CH88 (2 Wo.)CH | — | FR159 (1 Wo.)FR | Erstveröffentlichung: 23. Februar 2007 Verkäufe: + 10.000   |
| 2009 | Back to Life Virgin Records        | DE26 (3 Wo.)DE | — | CH83 (1 Wo.)CH | — | — | Erstveröffentlichung: 27. März 2009                         |
| 2012 | Stay in Touch Virgin Records       | DE20 (2 Wo.)DE | — | CH51 (1 Wo.)CH | — | FR119 (1 Wo.)FR | Erstveröffentlichung: 26. Oktober 2012                      |

## Auszeichnungen
Bravo Otto
- 1985: „Silber“ in der Kategorie „Sängerin“
- 1986: „Bronze“ in der Kategorie „Sängerin“
- 1987: „Silber“ in der Kategorie „Sängerin“
- 1988: „Gold“ in der Kategorie „Sängerin“
- 1989: „Gold“ in der Kategorie „Sängerin“
- 1990: „Gold“ in der Kategorie „Sängerin“
- 1991: „Gold“ in der Kategorie „Sängerin“
- 1992: „Gold“ in der Kategorie „Sängerin“
- 1993: „Bronze“ in der Kategorie „Sängerin“

Echo
- 1993: in der Kategorie „Künstlerin National“

Goldene Europa
- 1986, 1992

Löwe von Radio Luxemburg
- 1988: „Bronze“ (Everlasting Love)

RSH-Gold
- 1989
- 1991: in der Kategorie „Deutschproduktion Weiblich“

World Music Award
- 1990: in der Kategorie „Best Selling German Artist“